# Los siete pecados capitales (película de 1962)
Los siete pecados capitales (título original en francés: Les Sept Péchés capitaux) es una película de antología francesa estrenada en 1962. Cada segmento, dirigido por un joven cineasta de la Nouvelle vague francesa, ilustra con humor un pecado capital.

## Sinopsis
La Colère (La ira): La ira se apodera de un hombre que ha encontrado una mosca en la sopa del domingo. Se extiende por su barrio, su ciudad, su país y pronto por todo el mundo.
L'Envie (La envidia): Rosette es camarera en un hotel. Envidiosa de la actriz Rita Gerly que se hospeda en el hotel, hace todo lo posible para seducir al amante de la actriz. Tiempo después, habiendo realizado sus ambiciones, regresa al hotel, esta vez como huésped y del brazo de su nuevo amante, pero mostrando su falta de entusiasmo por la nueva situación que ha adquirido por puro deseo.
La Paresse (La pereza): Eddie Constantine, que se interpreta a sí mismo, es abordado por una joven mujer estrella de cine que lo lleva a casa con fuertes intenciones. Pero la pereza del hombre es tal que no sucede nada indebido.
La Luxure (La lujuria): Paul y Bernard buscan en las reproducciones del El jardín de las delicias de El Bosco una definición de lujuria. Bernard recuerda su infancia, donde confundía lujuria con lujo.
L'Orgueil (El orgullo): una mujer engaña a su marido y está a punto de irse con su amante pero voluntariamente, y en contra de su interés, se pierde su partida porque en el último momento descubre que su marido, recíprocamente, tiene una amante: por orgullo, decide quedarse con su marido para dominarlo, después de que su orgullo ya había sufrido por su situación de esposa engañada.
La Gourmandise (La gula): Valentin parte para asistir al entierro de su padre que murió de una indigestión, pero sus sucesivas paradas en el camino en fiestas para comer  lo harán llegar tarde al funeral y la comida que sigue. 
L'Avarice (La codicia): Un grupo de estudiantes universitarios de París sueñan con una noche de amor con Suzon, cuyas tarifas son altísimas. Para recaudar el dinero, organizan una lotería entre ellos para que al menos el ganador represente su fantasía.

## Reparto
La Colère:
- Dominique Paturel: el marido.
- Marie-José Nat: la muchacha.
- Perrette Pradier: el locutor.
- Nane Germon: Una señora en el café.
- Jean-Marc Tennberg: El gendarme.
- Claude Mansard: El hombre de la pipa.
- Henri Guégan: Un peleador.

L'Envie:
- Claudine Auger: la nueva criada.
- Paulette Dubost: Madame Jasmin.
- Claude Brasseur: Riri.
- Jacques Monod: Sr. Jazmin.
- Dany Saval: Rosette, la sirvienta.
- Jean Murat: Sr. Duchemin.
- Geneviève Casile: Rita Gerly, actriz
- Paul Demange: Sr. Verdier
- Yves Gabrielli
- Gilles Guillot
- France Anglade
- Colette Dorsay

La Paresse:
- Eddie Constantine: él mismo.
- Nicole Mirel: la estrella.

La Luxure:
- Jean-Louis Trintignant: Bernard.
- Jean Desailly: el padre de Bernard.
- Laurent Terzieff: Paul.
- Nicole Berger
- Micheline Presle: la madre de Bernard.

L'Orgueil:
- Jean-Pierre Aumont: el marido.
- Marina Vlady: Katherine.
- Sami Frey: el amante.
- Michèle Girardon: la amante.
- Berthe Granval: Una vendedora.
- Max Montavon: Henri, un empleado.

La Gourmandise:
- Paul Préboist: Alphonse.
- Henri Virlogeux: Antonin.
- Georges Wilson: Valentin.
- Marcelle Arnold: la esposa de Valentin.
- Magdeleine Bérubet: La suegra.
- Albert Michel: El «suizo» en la iglesia.

L'Avarice :
- Danièle Barraud: Suzon.
- Jeanne Pérez: La vestuaria.
- Claude Berri: André
- Jean-Claude Brialy: Arthur.
- Jean-Pierre Cassel: Raymond.
- Claude Rich: Armand
- Jacques Charrier: Antoine.
- Claude Chabrol: El farmacéutico.
- Sacha Briquet: Harry.
- Jean-Claude Massoulier: Pierre.
- André Jocelyn: Yvan.
- Bernard Papineau: Albert.
- Michel Benoist: Georges.
- André Chanal: Jacques.
- Serge Bento: Jean.